# 장 알렉상드르
장 알렉상드르(Jean Alexandre)는 아이티의 축구 선수로, 포지션은 미드필더, 공격수이다.